# Закари Куинто
Закари Куинто (на английски: Zachary Quinto) е американски актьор. Известен е с ролите си на Сайлър в сериала „Герои“ и Спок във филмите „Стар Трек“ (2009), „Пропадане в мрака“ (2013) и „Стар Трек: Отвъд“ (2016). За участието си в „Зловеща семейна история: Лудница“ е номиниран за награда Еми.

## Личен живот
През октомври 2011 г. публично разкрива своята хомосексуална ориентация в чест на Джейми Родмайър, бисексуалния тийнейджър, който се самоубива на 18 септември 2011 г. През периода 2010 – 2013 г. Куинто излиза с Джонатан Гроф. От 2013 г. започва връзка с манекена и актьор Майлс Макмилън.

## Частична филмография

### Филми
- 2009 – „Стар Трек“ (Star Trek)
- 2011 – „Предел на риска“ (Margin Call)
- 2011 – „Точната бройка“ (What's Your Number?)
- 2013 – „Пропадане в мрака“ (Star Trek Into Darkness)
- 2015 – „Хитмен: Агент 47“ (Hitman: Agent 47)
- 2016 – „Стар Трек: Отвъд“ (Star Trek Beyond)
- 2016 – „Сноудън“ (Snowden)

### Телевизия
- 2001 – „Докосване на ангел“ (Touched by an Angel)
- 2002 – „От местопрестъплението“ (CSI: Crime Scene Investigation)
- 2002 – „Лизи Макгуайър“ ('Lizzie McGuire)
- 2003 – 2004 – „24“ (24)
- 2006 – 2010 – „Герои“ (Heroes)
- 2011 – 2013 – „Зловеща семейна история“ (American Horror Story)
- 2015 – „Ханибал“ (Hannibal)